# 布萊克·崔南
布萊克·崔南（英語：Blake Treinen，1988年6月30日—），為美國職棒大聯盟的後援投手，目前為效力於洛杉磯道奇。他先前曾效力過華盛頓國民與運動家。

## 職業生涯
2010年於選秀會獲得佛羅里達馬林魚青睞而選上，但經MRI檢查發現肩膀發炎，導致球隊最後選擇不簽約。2011年在第二次參與選秀會被奧克蘭運動家隊選上，並在同年6月14日以簽約金5.2萬美金正式簽約。

### 華盛頓國民
2013年1月16日與A·J·寇爾被交易至華盛頓國民隊，2014年4月12日首度升上大聯盟，並在同日對戰亞特蘭大勇士隊的比賽達成初登板，接替先發投手泰勒·喬登中繼兩局無失分，同年5月6日對洛杉磯道奇隊首度擔任先發投手，主投五局失三分（無責失）吞敗，6月28日對芝加哥小熊隊的雙重賽晚場擔任先發投手，以五局失兩分的表現獲得大聯盟首勝。
2017年因隊上的守護神馬克·梅蘭森轉戰舊金山巨人隊，因此被指派擔任新球季的守護神，但表現欠佳，在4月中被孝恩·凱利取代。

### 奧克蘭運動家
2017年7月16日與左投手赫蘇斯·盧薩多及三壘手薛爾登·紐伊西被交易至奧克蘭運動家隊。
2019年2月2日，在薪資仲裁中獲得勝利，新球季薪水為640萬美金，大幅加薪425萬美金。

### 洛杉磯道奇
2019年12月11日，道奇以1年1000萬美元的合約跟崔南簽約。
2024年，催南在2024世界大賽中分別於G1與G5拿下兩次勝投。
2024年12月，道奇以2年2200萬美元的合約跟崔南簽約。

## 外部連結
- 球員資訊和成績在MLB，ESPN，Baseball-Reference，Fangraphs，The Baseball Cube，Baseball-Reference (Minors)（英文）